# En la hierba alta
En la hierba alta (título original: In the Tall Grass) es una novela de los escritores estadounidenses Stephen King y Joe Hill, publicada entre junio y agosto de 2012 por la revista Esquire Se trata de la segunda colaboración entre King y su hijo Joe desde Throttle de 2009.

## Sinopsis
Cal y Becky Demuth, dos hermanos, se embarcan en un viaje por carretera en Kansas. Después de conducir durante unos tres días, se detienen en un campo de hierba alta después de oír a un niño pequeño llamado Tobin pidiendo ayuda. Ambos entran en la espesa hierba con el fin de rescatar al niño, pero muy pronto se enteran de que han cometido un terrible error.

## Adaptación
La historia de la novela fue lanzada por la plataforma de Netflix en una película del mismo nombre, dirigida por Vincenzo Natali y protagonizada por Laysla De Oliveira, Patrick Wilson y Harrison Gilbertson.